# Dipartimenti del Ciad
I dipartimenti del Ciad sono una suddivisione intermedia tra le province e comuni, i due livelli di suddivisione territoriale previsti dalla costituzione del paese del 4 maggio 2018.
I dipartimenti sono 107.

## Storia
I dipartimenti furono istituiti nel 1999 come suddivisione di primo livello, contestualmente all'abolizione delle prefetture, nel 2002 sono divenuti la suddivisione di secondo livello, a seguito dell'istituzione delle regioni.

## Elenco
Di seguito l'elenco dei dipartimenti divisi per provincia.
| Provincia                        | N.     | Dipartimento                 | Capoluogo                   | Comuni                                                                           |
| -------------------------------- | ------ | ---------------------------- | --------------------------- | -------------------------------------------------------------------------------- |
| Provincia di Barh El Gazel       | 01     | Barh El Gazel Settentrionale | Salal                       | Dourgoulanga, Islet, Mandjoura, Salal, Toumia                                    |
| Provincia di Barh El Gazel       | 02     | Barh El Gazel Meridionale    | Moussoro                    | Amsilep, Fizigui, Moussoro,                                                      |
| Provincia di Barh El Gazel       | 03     | Barh El Gazel Ovest          | Chadra                      | Chadra, Mouzaragui                                                               |
| Provincia di Barh El Gazel       | 04     | Kleta                        | Méchiméré                   | Méchiméré, Sofa                                                                  |
| Provincia di Batha               | 05     | Batha Orientale              | Oum Hadjer                  | Am Sack, Oum Hadjer, Dab-Dab                                                     |
| Provincia di Batha               | 06     | Batha Occidentale            | Ati                         | Ati, Koundjourou                                                                 |
| Provincia di Batha               | 07     | Fitri                        | Yao                         | Am N'Djamena Bilala, Yao                                                         |
| Provincia di Batha               | 08     | Ouadi Rimé                   | Djedaa                      | Djedaa, Hidjelidjé                                                               |
| Provincia di Batha               | 09     | Assinet                      | Assinet                     | Koundjar, Wirel, Assinet                                                         |
| Provincia di Batha               | 10     | Djombo Djedid                | Haraze Djombo Kibit         | Haraze, Ouaddi Djedid, Kachako, Am-Salam, Djombo, Gnalgata                       |
| Provincia di Borkou              | 11     | Borkou                       | Faya Largeau                | Faya Largeau, Omoul, Am-chaloba                                                  |
| Provincia di Borkou              | 12     | Borkou Yala                  | Kirdimi                     | Kirdimi, Yarda, Tigui-Boudo, Olboye-Gourma, Maro-Ogui                            |
| Provincia di Borkou              | 13     | Kouba                        | Kouba Olanga                | Kouba Olanga, Kouba-Madounga, Bourkya, Louha, Dazanga-Barka                      |
| Provincia di Borkou              | 14     | Emi-Koussi                   | Yebibou                     | Yebibou, Miski, Goumour                                                          |
| Provincia di Chari-Baguirmi      | 15     | Baguirmi                     | Massénya                    | Massenya, Billi, Bodoro, Mandjafa                                                |
| Provincia di Chari-Baguirmi      | 16     | Chari                        | Mandélia                    | Mandélia, Koundoul, La Loumia, Lougoun-Gana                                      |
| Provincia di Chari-Baguirmi      | 17     | Loug Chari                   | Bousso                      | Bousso, Bogomoro, Bä Illi, Kouno, Mogo, Mbarlé                                   |
| Provincia di Chari-Baguirmi      | 18     | Dourbali                     | Dourbali                    | Bougoumene, Dourbali, Maï Aïche, Linia                                           |
| Provincia di Ennedi Est          | 19     | Amdjarass                    | Amdjarass                   | Amdjarass, Djouna, Birdouani                                                     |
| Provincia di Ennedi Est          | 20     | Wadi Hawar                   | Bahaï                       | Bahaï, Kariari                                                                   |
| Provincia di Ennedi Est          | 21     | Itou                         | Itou                        | Itou, Nohi, Marri, Bachikele, Menou                                              |
| Provincia di Ennedi Est          | 22     | Bao                          | Bao                         | Bao, Moudougouni, Gaour                                                          |
| Provincia di Ennedi Est          | 23     | Mourdi                       | Djouna                      | Djouna, Aouli, Bao-Katchoudan, Oura                                              |
| Provincia di Ennedi Ovest        | 24     | Fada                         | Fada                        | Fada, Oyi, Tébi, Archi                                                           |
| Provincia di Ennedi Ovest        | 25     | Mourtcha                     | Kalaït                      | Kalaït, Torboul, Wargala, Oula                                                   |
| Provincia di Ennedi Ovest        | 26     | Lac-Ounianga                 | Ounianga-Kebir              | Ounianga-Kebir, Ounianga-Serir, Gouro, Gouri, Ouadi-Dom                          |
| Provincia di Guéra               | 27     | Abtouyour                    | Bitkine                     | Bang Bang, Bitkine, Mawa                                                         |
| Provincia di Guéra               | 28     | Barh Signaka                 | Chinguil                    | Chinguil, Daguil, Zane, Malakondjo                                               |
| Provincia di Guéra               | 29     | Guéra                        | Mongo                       | Baro, Mongo, Niergui                                                             |
| Provincia di Guéra               | 30     | Mangalmé                     | Mangalmé                    | Bitchotchi, Eref, Kouka Margni, Mangalmé                                         |
| Provincia di Guéra               | 31     | Garada                       | Melfi                       | Melfi, Goguimi, Ali Dinar, Mokofi                                                |
| Provincia di Hadjer-Lamis        | 32     | Dababa                       | Bokoro                      | Bokoro, Gama, Maïgana, Arboutchatak                                              |
| Provincia di Hadjer-Lamis        | 33     | Ngoura                       | Ngoura                      | Ngoura, Moïto, Karme                                                             |
| Provincia di Hadjer-Lamis        | 34     | Dagana                       | Massakory                   | Karal, Massakory, Tourba Moïto                                                   |
| Provincia di Hadjer-Lamis        | 35     | Haraze Al Biar               | Massaguet                   | Mani, Massaguet, N'Djamena Fara                                                  |
| Provincia di Kanem               | 36     | Kanem                        | Mao                         | Mao, Kekedina, Melea, Wadjigui, Djara                                            |
| Provincia di Kanem               | 37     | Kanem Settentrionale         | Nokou                       | Nokou, Ntiona, Rig Rig, Ziguey                                                   |
| Provincia di Kanem               | 38     | Kanem Meridionale            | Mondo                       | Am Doback, Mondo                                                                 |
| Provincia del Lago               | 39     | Doum Doum                    | Doum Doum                   | Doum Doum, Kouloudia, Balladja, Isseïrom, Yourtou, Makarrati, Amerom             |
| Provincia del Lago               | 40     | Wayi                         | Ngouri                      | Ngouri, Ndjigdada, Galla-Bira, Dibinentchi                                       |
| Provincia del Lago               | 41     | Mamdi                        | Bol                         | Kinesserom, Bol, Kangalam, Ngarangou                                             |
| Provincia del Lago               | 42     | Kaya                         | Baga Sola                   | Baga Sola, Ngouboua                                                              |
| Provincia del Lago               | 43     | Fouli                        | Liwa                        | Liwa, Kaiga-Kindjiria, Dabouaiwa                                                 |
| Provincia del Logone Occidentale | 44     | Dodjé                        | Beïnamar                    | Beïnamar, Beissa, Laoukassy, Tapol                                               |
| Provincia del Logone Occidentale | 45     | Guéni                        | Krim Krim                   | Bao, Bemangra, Doguindi, Krim Krim                                               |
| Provincia del Logone Occidentale | 46     | Lac Wey                      | Moundou                     | Bah, Deli, Dodinda, Mbalkabra, Mballa Banyo, Moundou, Ngondong                   |
| Provincia del Logone Occidentale | 47     | Ngourkosso                   | Bénoye                      | Bénoye, Bebalem, Bekiri, Beladja, Bourou, Saar-Gogne                             |
| Provincia del Logone Orientale   | 48     | Kouh Occidentale             | Béboto                      | Béboto, Baké, Dobiti                                                             |
| Provincia del Logone Orientale   | 49     | Kouh Orientale               | Bodo                        | Bodo, Bédjo, Beti                                                                |
| Provincia del Logone Orientale   | 50     | La Nya                       | Bébédjia                    | Bébédjia, Béboni, Kome, Mbikou, Miandoum                                         |
| Provincia del Logone Orientale   | 51     | La Nya Pendé                 | Goré                        | Békan, Donia, Goré, Yamodo                                                       |
| Provincia del Logone Orientale   | 52     | La Pénde                     | Doba                        | Doba, Kara, Madana                                                               |
| Provincia del Logone Orientale   | 53     | Monts de Lam                 | Baïbokoum                   | Baïbokoum, Bessao, Larmanaye, Mbaïkoro, Mbitoye                                  |
| Provincia di Mandoul             | 54     | Barh Sara                    | Moïssala                    | Béboro, Békourou, Bouna, Dembo, Moïssala                                         |
| Provincia di Mandoul             | 55     | Mandoul Occidentale          | Bédjondo                    | Bédjondo, Bébopen, Békamba                                                       |
| Provincia di Mandoul             | 56     | Mandoul Orientale            | Koumra                      | Bédaya, Bessada, Koumra                                                          |
| Provincia di Mandoul             | 57     | Goundi                       | Goundi                      | Goundi, Palloum, Morom, Dobo                                                     |
| Provincia di Mandoul             | 58     | Taralnass                    | Mouroumgoulaye              | Mouroumgoulaye, Peni, Ngangara                                                   |
| Provincia di Mayo-Kebbi Est      | 59     | Kabbia                       | Gounou Gaya                 | Berem, Djodo Gassa, Gounou Gaya, Pont Carol                                      |
| Provincia di Mayo-Kebbi Est      | 60     | Mayo-Lémié                   | Guélendeng                  | Guélendeng, Katoa, Nanguigoto                                                    |
| Provincia di Mayo-Kebbi Est      | 61     | Mayo-Boneye                  | Bongor                      | Bongor, Gam, Kim, Koyom, Moulkou, Rigaza, Samga                                  |
| Provincia di Mayo-Kebbi Est      | 62     | Mont d'Illi                  | Fianga                      | Fianga, Hollom Games, Kéra, Tikem, Youé                                          |
| Provincia di Mayo-Kebbi Ovest    | 63     | Lac Léré                     | Léré                        | Guégou, Lagon, Léré, Trené, Guelo                                                |
| Provincia di Mayo-Kebbi Ovest    | 64     | Mayo-Dallah                  | Pala                        | Lamé, Pala, Torrock                                                              |
| Provincia di Mayo-Kebbi Ovest    | 65     | Mayo-Binder                  | Binder                      | Binder, Mboursou, Mbourao, Ribao                                                 |
| Provincia di Mayo-Kebbi Ovest    | 66     | Gagal                        | Gagal                       | Gagal, Keni, Salmata                                                             |
| Provincia di Moyen-Chari         | 67     | Barh Köh                     | Sarh                        | Balimba, Korbol, Koumogo, Moussa Foyo, Sarh                                      |
| Provincia di Moyen-Chari         | 68     | Grande Sido                  | Maro                        | Danamadji, Djéké Djéké, Maro, Sido                                               |
| Provincia di Moyen-Chari         | 69     | Lac Iro                      | Kyabé                       | Alako, Baltoubaye, Bohobé, Boum Kebbir, Dindjebo, Kyabé, Ngondeye, Roro, Singako |
| Provincia di Moyen-Chari         | 70     | Korbol                       | Korbol                      | Korbol, Wamsaou, Karma, Gnilim, Toulala, Romtoye                                 |
| Provincia di Ouaddaï             | 71     | Djourouf Al Ahmar            | Am Dam                      | Am Dam, Magrane, Haouich                                                         |
| Provincia di Ouaddaï             | 72     | Assoungha                    | Adré                        | Adré, Borota, Hadjer Hadid, Mabrone, Molou, Tourane                              |
| Provincia di Ouaddaï             | 73     | Ouara                        | Abéché                      | Abéché, Abougoudam, Amleyouna, Bourtaïl, Chokoyan, Gurry, Marfa                  |
| Provincia di Ouaddaï             | 74     | Abougoudam                   | Abougoudam                  | Abougoudam, Marchoud, Abkhouta                                                   |
| Provincia del Salamat            | 75     | Aboudeïa                     | Aboudeïa                    | Abgué, Aboudeïa, Am Habilé                                                       |
| Provincia del Salamat            | 76     | Barh Azoum                   | Am Timan                    | Am Timan, Djouna, Mouraye                                                        |
| Provincia del Salamat            | 77     | Haraze Mangueigne            | Haraze Mangueigne           | Daha, Haraze Mangueigne, Mangueigne                                              |
| Provincia del Sila               | 78     | Abdi                         | Abdi                        | Abdi, Biyéré, Abkar-Djombo                                                       |
| Provincia del Sila               | 79     | Kimiti                       | Goz Beïda                   | Goz Beïda, Kerfi                                                                 |
| Provincia del Sila               | 80     | Tissi                        | Tissi                       | Tissi, Amdoukhoun-kalma, Sarafborgou, Haraza                                     |
| Provincia del Sila               | 81     | Adé                          | Adé                         | Adé, Mogororo, Moudeïna, Koumou                                                  |
| Provincia del Sila               | 82     | Koukou-Angarana              | Koukou-Angarana             | Koukou-Angarana, Aradib, Marrena                                                 |
| Provincia di Tandjilé            | 83     | Tandjilé Orientale           | Laï                         | Derssia, Laï                                                                     |
| Provincia di Tandjilé            | 84     | Tandjilé Centrale            | Béré                        | Béré, Delbian, Tchoua                                                            |
| Provincia di Tandjilé            | 85     | Tandjilé Occidentale         | Kélo                        | Baktchoro, Bologo, Dogou, Kélo, Kolon                                            |
| Provincia di Tandjilé            | 86     | Manga                        | Dono Manga                  | Dono Manga, Guidari, Ndam                                                        |
| Provincia di Tandjilé            | 87     | Manbague                     | Dafra                       | Dafra, Nangassou, Miambé, Bouguidang                                             |
| Provincia di Tibesti             | 88     | Bardaï                       | Bardaï                      | Bardaï, Zoumri, Yebissoma                                                        |
| Provincia di Tibesti             | 89     | Zouar                        | Zouar                       | Zouar, Goubonne, Zouarké                                                         |
| Provincia di Tibesti             | 90     | Wour                         | Wour                        | Wour, Taou, Madigué, Kouribougoudi                                               |
| Provincia di Tibesti             | 91     | Aouzou                       | Aouzou                      | Aouzou, Oumou, Guizendo                                                          |
| Provincia di Wadi Fira           | 92     | Biltine                      | Biltine                     | Atalang, Kirzim, Biltine                                                         |
| Provincia di Wadi Fira           | 93     | Dar Tama                     | Guéréda                     | Guéréda, Kolonga, Serim Birke                                                    |
| Provincia di Wadi Fira           | 94     | Mégri                        | Matadjana                   | Matadjana, Wée, Nanou, Ourda, Mardebe, Troungna, Bakaore                         |
| Provincia di Wadi Fira           | 95     | Iriba                        | Iriba                       | Iriba, Tiné, Ourba, Maïba, Dougouba, Erre                                        |
| Provincia di Wadi Fira           | 96     | Al-Biher                     | Arada                       | Arada, Fama, Kharma, Am-sidir, Kadjmar                                           |
| Provincia di Wadi Fira           | 97     | Dar-Alfawakih                | Am Zoer                     | Am Zoer, Mata, Gourmaka                                                          |
| N'Djamena                        | 98-107 | Arrondissement di N'Djamena  | Arrondissement di N'Djamena | Arrondissement di N'Djamena                                                      |

## Evoluzione storica
Nel 2008 il numero di regioni è passato da 18 a 22. Per quanto attiene ai dipartimenti:
- il dipartimento di Barh El Gazel, già ricompreso nella regione di Kanem, ha formato la regione di Barh El Gazel, a sua volta suddivisa in due dipartimenti, Barh El Gazel Meridionale e Barh El Gazel Settentrionale;
- il dipartimento di Djourouf Al Ahmar, già ricompreso nella regione di Ouaddaï, ha formato la regione del Sila, a sua volta suddivisa in due dipartimenti, l'omonimo dipartimento di Djourouf Al Ahmar e il dipartimento di Kimiti;
- la regione di Borkou-Ennedi-Tibesti è stata soppressa: il dipartimento di Borkou ha formato la regione di Borkou, a sua volta suddivisa tra l'omonimo dipartimento di Borkou e il dipartimento di Borkou Yala; i dipartimenti di Ennedi Occidentale e Ennedi Orientale hanno formato il dipartimento di Ennedi, il quale, insieme al nuovo dipartimento di Wadi Hawar, ha costituito la regione di Ennedi; il dipartimento di Tibesti ha formato la regione di Tibesti, a sua volta suddivisa tra Tibesti Occidentale e Tibesti Orientale.

Nel 2012 la regione di Ennedi è stata scorporata: la regione di Ennedi Orientale ha ricompreso il dipartimento di Wadi Hawar e il nuovo dipartimento di Amdjarass, mentre la regione di Ennedi Occidentale ha incluso i nuovi dipartimenti di Fada e Mourtcha; il dipartimento di Ennedi è stato soppresso. Sono stati poi istituiti ulteriori dipartimenti: Barh El Gazel Ovest, Mayo-Binder, Tandjilé Centrale, Iriba e Mégri, questi ultimi due costituiti con la contestuale soppressione del dipartimento di Kobé.
Nel 2016, infine, sono stati istituiti i dipartimenti di Fouli e di Kaya.